# Can Rovira (Subirats)
Can Rovira, o Can Rovira de la Serra, és una masia de Subirats (Alt Penedès) protegida com a bé cultural d'interès local.

## Descripció
Casa de planta quadrangular, composta de planta baixa i dos pisos coberta a dues aigües. Destaca la façana principal, de composició simètrica. Hi ha tres obertures per cada pis que, a excepció de les de la planta baixa, són tot balcons d'obertura allindada amb un petit frontó triangular. Remata l'edifici una cornisa poc sobresortint amb unes petites mènsules i un balcó de balustres.
Té annexa una masia de planta baixa, pis i golfes coberta a dues aigües. A la primera planta les obertures són rectangulars emmarcades per pedres, de majors dimensions que la resta del parament murari, i maó i a les golfes, arcs de mig punt de maó.

## Història
La masia és anterior al segle xviii i tenia contractes censals amb els habitants de les cases del carrer de Can Rovira. L'edifici d'estil eclèctic és de la segona meitat del segle xix.